# Quill
Quill, dříve známý i jako Mazinga, je neaktivní stratovulkán. Nachází se na karibském ostrově Svatý Eustach, který patří do skupiny tzv. Nizozemských Antil.
Jméno pochází z nizozemského výrazu De Kuil (jáma, prohlubeň) který se vztahoval ke kráteru. V roce 1998 byla oblast kráteru Quill prohlášena vládou Nizozemských Antil za národní park. Spravována je Nadací Stenapa (St. Eustatius National Parks Foundation). Kráter vyplňuje tropický deštný les.
Sopka se nachází 2,5 km jihozápadně od staršího vulkanického centra Northern Centers, které leží na severním konci ostrova. Jednotlivá centra, původně existující jako samostatné ostrůvky, jsou spojeny vrstvami pyroklastik, eruptovaných během vývoje masívu Quill.
Současný kráter je hluboký asi 300 metrů, průměr má přibližně 760 metrů. Quill je považovaán za spící, ne však neaktivní sopku. Vulkanická činnost začala před 200 000 lety, Quill vznikl erupcemi ryolitových láv před 32 000 až 22 000 lety. Nejmladší vulkanické horniny se nachází na západním okraji kráteru, jde o pyroklastické proudy staré přibližně 1600 let. Pomocí radiouhlíkové metody datování proběhly poslední erupce v letech 245 až 365. Nárůst teploty v podzemních vodách naznačuje další aktivitu sopky.

## Symbolika
Stratovulkán je symbolicky zobrazen na svatoeustašské vlajce a znaku.

Svatoeustašská vlajka Poměr stran: 2:3
Svatoeustašský znak